# 萨内维尔
萨内维尔（法語：Sannerville，法語發音：[sanɛʁvil] ⓘ）是法国卡尔瓦多斯省的一个市镇，属于卡昂区。萨内维尔曾于2017年1月1日与特罗阿恩合并为新市镇萨利讷，但其于2019年12月31日拆分回原来的两市镇。

## 地理
萨内维尔（49°10'50"N, 0°13'22"W）面积5.14 平方千米，位于法国诺曼底大区卡爾瓦多斯省，该省份为法国西北部沿海省份，北濒大西洋英吉利海峡，东北与滨海塞纳省以海上边界相接，东临厄尔省，南至奧恩省，西与芒什省接壤。
与萨内维尔接壤的市镇（或旧市镇、城区）包括：巴讷维尔拉康帕涅、屈韦维尔、代穆维尔、图夫雷维尔、特罗阿恩。

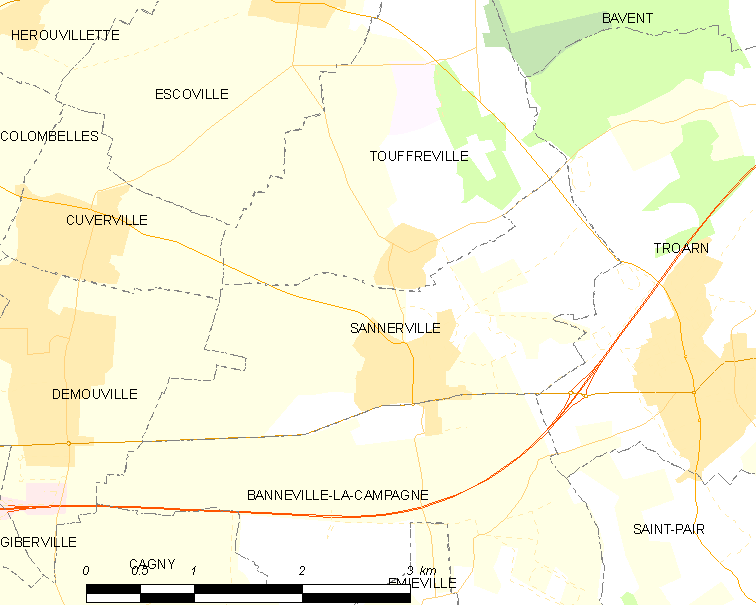
萨内维尔的OSM定位图

萨内维尔的时区为UTC+01:00、UTC+02:00（夏令时）。

## 行政
萨内维尔的邮政编码为14940，INSEE市镇编码为14666。

## 政治
萨内维尔所属的省级选区为特罗阿恩县。

## 人口

1962-2008年间萨内维尔人口变化图示

萨内维尔于2022年1月1日时的人口数量为1884人。